# Campionati italiani di triathlon medio del 2012
I Campionati italiani di triathlon medio del 2012 sono stati organizzati dalla Federazione Italiana Triathlon e si sono tenuti a Barberino di Mugello in Toscana, in data 1º maggio 2012.
Le distanze previste a gara sono state: 1,9 km di nuoto, 81 km nella frazione ciclistica ed una frazione podistica finale di 21 km.
Tra gli uomini ha vinto Alberto Casadei ( Fiamme Oro), mentre tra le donne si è laureata campionessa italiana Carl Elena Stampfli (DDS).
La gara femminile, tuttavia, è stata vinta dall'ungherese Erika Csomor.

## Risultati

### Élite uomini
| Pos. | Atleta                | Società sportiva            | Nuoto    | Bici     | Corsa    | Totale   |
| ---- | --------------------- | --------------------------- | -------- | -------- | -------- | -------- |
|      | Alberto Casadei       | Fiamme Oro                  | 00:21:25 | 02:08:20 | 01:23:10 | 03:54:59 |
|      | Massimo Cigana        | Sport Club Merano Triathlon | 00:25:23 | 02:11:02 | 01:18:27 | 03:57:07 |
|      | Nicolas Beyeler       | Forhans Team                | 00:26:10 | 02:10:36 | 01:21:55 | 04:01:14 |
| 4    | Matteo Annovazzi      | Peperoncino Team            | 00:23:14 | 02:13:55 | 01:23:49 | 04:03:21 |
| 5    | Manuele Canuto        | Fiamme Oro                  | 00:21:25 | 02:18:51 | 01:22:12 | 04:04:41 |
| 6    | Gabriele Mazzetta     | Peperoncino Team            | 00:23:15 | 02:14:37 | 01:25:49 | 04:06:14 |
| 7    | Nicolas Becher        | Peperoncino Team            | 00:21:24 | 02:22:52 | 01:23:24 | 04:09:50 |
| 8    | Gabriele Salini       | Freezone                    | 00:22:07 | 02:22:55 | 01:24:31 | 04:11:53 |
| 9    | Bruno Pasqualini      | Torino Triathlon            | 00:25:26 | 02:16:21 | 01:27:35 | 04:12:03 |
| 10   | Luca De Paolis        | Forhans Team                | 00:26:31 | 02:18:41 | 01:24:13 | 04:12:10 |
| 11   | Nazario Battista      | Pasta Granarolo             | 00:26:31 | 02:17:58 | 01:26:04 | 04:13:50 |
| 12   | Alessandro Alessandri | T.D. Rimini                 | 00:30:30 | 02:17:28 | 01:23:39 | 04:14:26 |
| 13   | Gabriele Pertusati    | Forhans Team                | 00:23:13 | 02:25:02 | 01:24:34 | 04:15:34 |
| 14   | Simone Mantolini      | FIT Program                 | 00:25:24 | 02:21:58 | 01:25:35 | 04:16:18 |
| 15   | Massimo Torsani       | T.D. Rimini                 | 00:28:27 | 02:18:46 | 01:25:45 | 04:16:46 |
| 16   | Riccardo Alvano       | T.D. Rimini                 | 00:28:18 | 02:21:13 | 01:24:42 | 04:17:11 |
| 17   | Fabrizio Baralla      | Triathlon Team Sassari      | 00:23:35 | 02:26:41 | 01:25:19 | 04:17:53 |
| 18   | Federico Banti        | Canottieri Mincio           | 00:25:14 | 02:26:17 | 01:23:28 | 04:18:13 |
| 19   | Roland Osele          | Sport Club Merano Triathlon | 00:30:44 | 02:19:29 | 01:25:30 | 04:18:35 |
| 20   | Alfio Bulgarelli      | Surfing Shop Triathlon      | 00:23:51 | 02:21:36 | 01:30:31 | 04:18:40 |

### Élite donne
| Pos. | Atleta                   | Società sportiva             | Nuoto    | Bici     | Corsa    | Totale   |
| ---- | ------------------------ | ---------------------------- | -------- | -------- | -------- | -------- |
|      | Erika Csomor             | Forhans Team                 | 00:26:55 | 02:26:43 | 01:26:44 | 04:23:14 |
|      | Carl Elena Stampfli      | DDS                          | 00:24:42 | 02:25:24 | 01:34:39 | 04:27:24 |
|      | Edith Niederfriniger     | Sport Club Merano Triathlon  | 00:26:02 | 02:31:34 | 01:31:49 | 04:32:22 |
| 4    | Monica Cibin             | Forhans Team                 | 00:25:56 | 02:37:48 | 01:29:20 | 04:35:32 |
| 5    | Martina Dogana           | Triathlon Cremona Stradivari | 00:27:42 | 02:36:29 | 01:29:02 | 04:36:21 |
| 6    | Federica Bazzocchi       | Pool Sport                   | 00:28:45 | 02:41:45 | 01:30:23 | 04:44:09 |
| 7    | Costanza Fasolis         | Torino Triathlon             | 00:28:39 | 02:33:43 | 01:39:48 | 04:45:34 |
| 8    | Michela Menegon          | Firenze Triathlon            | 00:24:40 | 02:40:29 | 01:41:46 | 04:50:06 |
| 9    | Daniela Pallaro          | Padova Triathlon             | 00:28:19 | 02:47:13 | 01:34:42 | 04:53:38 |
| 10   | Angela Stefani           | Spezia Triathlon             | 00:30:51 | 02:40:56 | 01:38:29 | 04:54:09 |
| 11   | Laura Pederzoli          | Ironwoman                    | 00:29:13 | 02:45:01 | 01:37:32 | 04:56:08 |
| 12   | Monica Ferrari           | Ironwoman                    | 00:30:56 | 02:43:26 | 01:38:22 | 04:56:08 |
| 13   | Gabriella Picco-Winteler | Triathlon Team Ticino        | 00:30:11 | 02:44:57 | 01:42:40 | 05:01:40 |
| 14   | Lisa Desiderà            | Liger Team Keyline           | 00:30:52 | 02:41:07 | 01:46:11 | 05:01:48 |
| 15   | Laura Mazzucco           | Alba Triathlon               | 00:32:31 | 02:44:14 | 01:41:48 | 05:03:23 |
| 16   | Ilaria Zavanone          | Torino Triathlon             | 00:35:17 | 02:42:41 | 01:42:20 | 05:04:27 |
| 17   | Laura Ruggeri            | Modena Triathlon             | 00:34:24 | 02:37:15 | 01:50:11 | 05:05:20 |
| 18   | Simona Zaccardi          | T.D. Rimini                  | 00:31:33 | 02:51:35 | 01:41:41 | 05:10:27 |
| 19   | Federica Giampieretti    | Udine Triathlon              | 00:29:17 | 02:53:30 | 01:46:44 | 05:13:48 |
| 20   | Gabi Winck               | Läufer Club Bozen            | 00:33:45 | 02:50:04 | 01:47:23 | 05:16:05 |